# Bourn Castle
Bourn Castle ist eine abgegangene Burg im Dorf Bourn, etwa 16 km westlich von Cambridge, in der englischen Grafschaft Cambridgeshire.
Sie bestand aus hölzernen Gebäuden auf einer Erdwerkeinfriedung und wurde in normannischer Zeit, zum Ende der Regierungszeit Wilhelms des Eroberers (1066–1087) errichtet. In der Regierungszeit König Heinrichs III. (1216–1272), im ersten Krieg der Barone, wurde sie niedergebrannt.
Anfang des 16. Jahrhunderts wurde auf einem Teil des Geländes Bourn Hall errichtet.